# Turócszentmihály
Turócszentmihály (szlovákul Turčiansky Michal) egykor önálló község, ma Stubnyafürdő városrésze Szlovákiában, a Zsolnai kerület Stubnyafürdői járásában.

## Fekvése
Stubnyafürdő központjától 5 km-re északkeletre fekszik.

## Története
Szent Mihály tiszteletére szentelt templomát a 13. század második felében építették, de csak 1352-ben említik először egyházát „Ecclesio Sancti Michaeli” alakban. 1436-tól a 16. századig a Turócziak birtoka, később több nemes család osztozott rajta.
A 18. század végén Vályi András így ír róla: „SZENT MIHÁLY. Tót falu Túrócz Várm. földes Urai több Uraságok, lakosai evangelikusok, fekszik Mosóczhoz 1/2 órányira, Hajtól, és Macsától lefolyó patakja mellett; határja középszerű, mint vagyonnyai.”
1910-ben 161, túlnyomórészt szlovák lakosa volt. A trianoni diktátumig Turóc vármegye Stubnyafürdői járásához tartozott.
1971-ben csatolták Stubnyafürdőhöz.

## Neves személyek
- Itt született 1625-ben Balogh Miklós váci püspök.

## Nevezetességei
- Mihály arkangyal tiszteletére szentelt római katolikus temploma a 13. század második felében épült. 1750-ben barokk stílusban építették át, 1890-ben és 1950-ben megújították. Főoltárképe a 17. században készült.

## Külső hivatkozások
- Turócszentmihály a térképen
- A régió információs oldala